# 구름 속의 죽음
구름 속의 죽음은 애거사 크리스티의 장편 추리 소설이다.

## 줄거리
프랑스 파리와 영국 크로이든을 오가는 비행기 프로메테우스 호, 에르퀼 푸아로는 좌석에 편히 누워서 승객들을 관찰하는 중이다. 착륙이 얼마 남지 않은 시간, 기내 인원 점검 중 중년 여성이 자신의 좌석에서 숨진 채로 발견된다. 이어 벌 모양을 한 독침이 발견되고, 그 끝엔 아프리카 원주민들이 쓰는 강력한 독이 묻어 있다. 모든 승객들은 피해자와의 관계를 부정한다. 사채업자로 일했던 그녀를 증오했던 누군가의 짓일까? 아님 그녀의 재산을 노린 친족의 사주? 그녀가 죽기 전 기내를 날아다녔던 말벌에는 무슨 의미가 있을까? 푸아로는 승객들의 짐을 조사해 보지만, 승객 모두가 피해자를 죽일 수 있었던 흉기를 가지고 있었다는 사실을 깨닫고 혼란에 빠진다.

## 평가
이 소설의 결말에서 큰 충격을 받지 않는 사람만이 비범한 탐정이 될 자격이 있다. 플롯은 천재적이며, 결코 개성을 잃지 않는다.— 타임스